# Stanislav Lobotka
Stanislav Lobotka (ˈstaɲislaʊ̯ ˈlɔbɔtka; 25 de novembre de 1994) és un futbolista professional eslovac que juga com a centrecampista per la SSC Napoli i per l'equip nacional eslovac.

## Palmarès
AS Trenčín
- 1 Lliga eslovaca: 2014-14
- 1 Copa eslovaca: 2014-15

SSC Napoli
- 1 Serie A: 2022-23[2]
- 1 Copa italiana: 2019-20

Selecció eslovaca
- 1 King's Cup: 2018